# 모리 요시카쓰

모리 요시카쓰(일본어: 毛利良勝, 생년 미상~1582년 6월 21일)는 센고쿠 시대부터 아즈치모모야마 시대까지 활동한 무장이다. 오다씨를 섬긴 가신이었다. 신스케(新助)라고 불리기도 했다.
1560년 오케하자마 전투에 참여하여, 이마가와 요시모토의 목을 베었다. 노부나가가 교토를 장악한 이후에는 오카와치성 침공, 고슈 침공 등에도 참여했다. 1582년에 일어난 혼노지의 변 때 오다 노부타다를 지키기 위해 니조성에서 농성하던 중 전사했다.

## 문학
- 나카무라 아키히코가 《분게이슌슈》지에 발표한 소설 《오케하자마의 용사》의 주인공으로 등장한다.